# Sitarane
Sitarane, de son vrai nom Simicoudza Simicourba, né en 1858 au Mozambique, guillotiné le 20 juin 1911, était un cambrioleur et un meurtrier de La Réunion. La légende lui a associé des actes de sorcellerie qui étaient en réalité l'oeuvre de son complice Pierre-Élie Calendrin, dit Saint-Ange Gardien. Il fut également surnommé « le vampire de La Réunion ».

## Biographie
Simicoudza Simicourba, dit Sitarane, est né dans les possessions portugaises du Mozambique en 1858. Cependant, la presse française de l'époque le tient pour né aux îles Comores. Il arriva à La Réunion à l'âge de 31 ans en 1889 avec un contrat de travailleur engagé sur les terres de M. Morange à Saint-Benoit, sous le no 10 8958. Deux ans plus tard, il abandonne son emploi et adopte un nom d'emprunt, Sitarane, sans doute pour échapper à l'obligation de souscrire un autre contrat de travailleur engagé ou de retourner au Mozambique. Sitarane serait un surnom dont l'avait affublé ses compagnons de labeur à son arrivée, dérivé de "tsy hita rano" en malgache, qui veut dire « celui qui n'aime pas l’eau », soit parce qu’il ne se lavait jamais, ou bien parce qu'il n'aimait pas le climat humide de l'est de l'île,.
En 1906, il fait la connaissance de ses deux futurs complices, Pierre-Élie Calendrin, dit Saint-Ange (1869-1937), le chef de bande, fabricant de tisanes (tisaneur) qui avait une réputation de sorcier et Emmanuel Fontaine (1886-1911), menuisier. À leurs côtés se trouvent une dizaine de complices de moindre importance.
Ils commettent de nombreux cambriolages d'une façon mystérieuse : les occupants assoupis n'entendent rien, les chiens n'aboient pas. Ils sont aussi accusés d'avoir commis trois meurtres : celui de Hervé Deltel et ceux des époux Robert.
Lors de l'enquête les témoignages affirment que les trois hommes ont bu le sang de leurs victimes et en ont recueilli pour servir aux pratiques occultes de Calendrin.
Pendant l'enquête et le procès les accusés (meneurs et complices) s'accusent mutuellement, avouent et se rétractent plusieurs fois.
Les trois meneurs sont condamnés à mort.
Calendrin est gracié par la présidence de la République et sa peine est transformée en travaux forcés à perpétuité.
Sitarane et Fontaine sont guillotinés.
Juste avant d'être exécuté, Sitarane demande à être baptisé.
Depuis la mort de Sitarane, sa réputation ne cesse de croître. Il fait l'objet d'une des plus grandes histoires d’horreurs racontées au peuple réunionnais. Enterré à Saint-Pierre en 1911, sa tombe attire de nombreuses personnes, qui en échange d'offrandes lui demandent de répandre le bien ou le mal et de commettre des actes inimaginables. Sa dépouille ne serait pas à l'emplacement où se situe sa tombe selon certains auteurs.

## Postérité
Curieusement, seul le nom de Sitarane demeure vivace dans l'histoire locale. Sa tombe, toujours fleurie et garnie de bougies et de cierges, est aujourd'hui l'objet d'un véritable culte.
Selon la tradition sorcière de l'île, de nombreux envoûteurs et jeteurs de sort enrôlent l'esprit de Sitarane pour leurs opérations de magie noire.
On prétend aussi que tous ceux qui envisagent un crime ou un hold-up, un détournement d'héritage ou l'assassinat d'une personne, vont prier nuitamment sur la tombe de Sitarane pour que son esprit démoniaque favorise leur entreprise.
On raconte encore l'histoire de cet homme qui, une nuit, planta un couteau de boucher sur la tombe de Sitarane, et s'en servit ensuite pour assassiner sa maîtresse qui assistait sur la place de l'hôtel de ville à un spectacle de variétés en compagnie de dix mille personnes. C'est le même culte qui conduisit Noël Clarel, un manœuvre travaillant à des fouilles archéologiques de la pointe du Diable à Saint-Pierre à entraîner un enfant de onze ans dans une ravine, puis à l'étrangler. Poursuivant les fouilles de nuit pour son propre compte en espérant découvrir le trésor supposé y être enfoui, Noël Clarel pensait qu'une telle découverte était subordonnée au sacrifice d'un enfant.[réf. nécessaire]
L'auteur et historien français Daniel Vaxelaire a écrit au moins deux livres ayant pour sujet Sitarane,. Le romancier, poète et essayiste français Jean-François Samlong a consacré un roman à l'histoire de Sitarane, Une guillotine dans un train de nuit, publié en 2012 aux Éditions Gallimard.

Son histoire relevant de la mythologie réunionnaise inspire périodiquement la littérature populaire ainsi que la musique, comme en témoignent les paroles de Maloya ton tisane, composé par Narmine Ducap pour sa fille Michou , :
« Mauvais moun té koné rien qu'la tisane
Par exemple regarde Sitarane
Heureusement pou fait nout bonheur su la terre
Maloya lé toujours à l'heure »

(Les malfaiteurs ne connaissent rien que la tisane, comme par exemple Sitarane, heureusement pour faire notre bonheur, le Maloya est toujours à l'heure)

### Fictions
- Jean-Pierre Haga, Sitarane Blues, Orphie, 2008
- Tobie Nathan, Ethno-Roman, Grasset, 2012
- Bruno Testa, La fête noire ou le retour de Sitarane, Orphie, 2019 (ISBN 9791029803611)
- Philippe Morvan, L'envol du papangue, Éditions Orphie, octobre 2024 (ISBN 979-1-0298-0701-5)[15]

### Documentaires
- Planète +, Des crimes presque parfaits : Sitarane et Saint-Ange nuits rouges à la Réunion
- William Cally, « Sitarane le valet de Pique », documentaire composé d'entretiens avec Jules Bénard, Jean-François Samlong, Sudel Fuma, Daniel Honoré, Laurent Hoareau, Stéphane Nicaise, Victor Petit de la Rhodière, Jean-François Amouny, Mickaël Fontaine, Thérèse Louisette Grelin, sur youtube.com, Kapali Studios, 19 août 2019 (consulté le 30 mars 2024)